# Alainites muticus
Alainites muticus is een haft uit de familie Baetidae. De wetenschappelijke naam is gepubliceerd in 1758 door Linnaeus in de tiende editie van Systema naturae. 
De soort komt voor in het Palearctisch gebied.